# إدوارد ن. هال
إدوارد ن. هال (بالإنجليزية: Edward N. Hall)‏ هو مهندس أمريكي، ولد في 4 أغسطس 1914 في نيويورك في الولايات المتحدة، وتوفي في 15 يناير 2006 في توررانسي في الولايات المتحدة.